# Polari
Polari (lub inaczej Palare, z włoskiego parlare, „mówić”) był rodzajem slangowej gwary używanej przez gejowską subkulturę w Wielkiej Brytanii. Został ożywiony na nowo w latach 50. i 60. XX wieku przez kampowych bohaterów popularnego programu radiowego BBC „Round the Horne”: Juliana i Sandy’ego. Historia polari sięga jednak dużo dalej, przynajmniej do XIX wieku. Toczy się debata co do początków i pochodzenia polari.

## Definicja
Polari jest mieszanką włoskiego, romskiego, świńskiej łaciny, cockney rhyming slang, slangu marynarzy i gwary złodziejskiej. Później rozszerzył się o słownictwo z języka jidisz żydowskiej społeczności, która osiedlała się we wschodnim Londynie, gwary żołnierzy amerykańskich (przebywających w Wielkiej Brytanii podczas drugiej wojny światowej) oraz slangu użytkowników narkotyków w latach 60. XX wieku. Polari był wciąż rozwijającą się formą języka, z małym niezmiennym jądrem słownictwa (do którego należało ok. 20 słów: bona, ajax, eek, cod, naff, lattie, nanti, omi, palone, riah, zhoosh, TBH, trade, vada), oraz ok. 500 innych mniej znanych terminów.

## Użycie
Polari był używany na londyńskich targach rybnych, w teatrach i w gejowskiej subkulturze. Służył ukryciu homoseksualnej aktywności przed potencjalnie wrogimi osobami z zewnątrz (np. angielską policją po cywilnemu). Ale że polari był też używany w środowiskach teatralnych i performerskich (włącznie z wesołymi miasteczkami i cyrkami), skąd się wywodził, stąd tyle zapożyczeń z języka romskiego.
Prawie identycznym językiem posługiwano się w wesołych miasteczkach od przynajmniej XVII wieku (według Partridge’s Dictionary of Slang). Teatralno-cyrkowe trupy kiedyś były stałym elementem wesołych miasteczek, stąd zapewne obecność polari w tych dziś niezależnych instytucjach. Polari nadal jest używany przez Romów w Anglii i Szkocji.
Polari był też w intensywnym użyciu w marynarce handlowej, gdzie wielu homoseksualnych mężczyzn pracowało jako kelnerzy, stewardzi czy performerzy. Był głównie używany przez gejów pochodzących z klasy robotniczej.
Z jednej strony, był używany, aby ukryć znaczenie rozmów, pozwalając na dyskusje na gejowskie tematy bez bycia zrozumianym przez osoby z zewnątrz, z drugiej strony był także używany przez niektórych, zwłaszcza w najbardziej widoczny sposób kampowych, jako kolejny sposób podchodzenia do swojej tożsamości z pewnością siebie.

## Spadające użycie
Poza wesołymi miasteczkami i cyrkami (gdzie Parlyaree nigdy nie był utożsamiany z kulturą gejowską), polari zaczął wychodzić z użycia w późnych latach 60. Popularność audycji radiowej Juliana i Sandy’ego sprawiła, że ten sekretny język stał się publiczną własnością, a gejowski ruch emancypacyjny lat 70. uznawał polari za degradujący, dzielący i politycznie niepoprawny (używany był w dużej mierze do plotkowania, krytykowania innych ludzi i omawiania seksualnych doświadczeń).

## Współczesne użycie

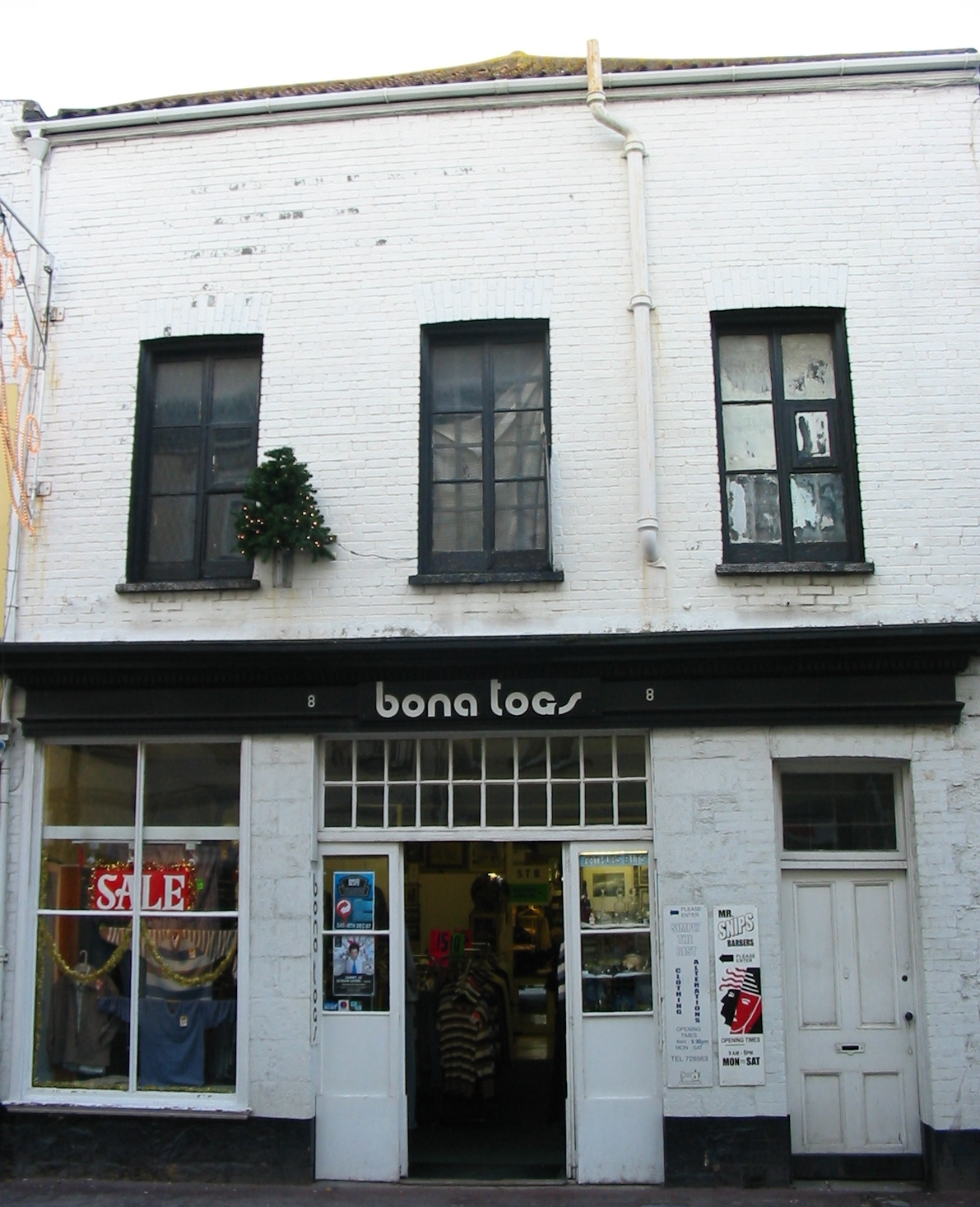
Bona Togs – nazwa sklepu odzieżowego

Od połowy lat 90., gdy ponownie wydano kolekcje nagrań audycji Round The Horne oraz przy rosnącym zainteresowaniu akademików, polari nieco się odrodził. Prawdopodobnie nigdy nie wymrze całkowicie, a nowe słowa będą wciąż dodawane oddając zmiany zachodzące w społeczeństwie. Na przykład nowy termin „Madonna claw” (szpon Madonny) oznacza starą wysuszoną dłoń.
W 1990 Morrissey zatytułował swój album Bona Drag („fajny ciuch”) – a tytuł jego singla to „Piccadilly Palare”.
Także w 1990 autor komiksów Grant Morrison stworzył bohatera o imieniu Danny the Street, który mówi głównie w polari.
W 1998 powstał film Velvet Goldmine, który opowiada fikcyjną historię powstania i upadku glam rocka. Jest w nim scena z lat 60., pokazująca grupę bohaterów rozmawiających w polari, a ich humorystyczne dialogi są tłumaczone na angielski i wyświetlane na dole ekranu.
W 2002 opublikowano dwie książki na temat polari: Polari: The Lost Language of Gay Men, i Fantabulosa: A Dictionary of Polari and Gay Slang (autorem obu jest Paul Baker). Także w 2002 artysta hip-hopowy Juha wydał album zatytułowany Polari, z refrenem jednej z piosenek całkowicie wykonanym w polari.

## Słowa polari w standardowym angielskim
Wiele słów z polari weszło do slangu w standardowym angielskim.

### Naff
Słowo spopularyzowane przez sitcom Porridge z lat 70., w którym używano go zamiast wulgaryzmów wówczas uważanych za niemożliwe do wyemitowania w telewizji.
Etymologii doszukiwano się w skrótach (np. Not Available For Fucking). Bardziej prawdopodobne, że pochodzi ono z
- północno-brytyjskich dialektów języka angielskiego:
  - naffhead, naffin, lub naffy – prostak, głupek
  - niffy-naffy niekonsekwentny, głupi
- lub języka Scots:
  - nyaff termin pasujący do każdej nieprzyjemnej dla nas osoby.

Można też doszukiwać się etymologicznych powiązań z romskim naflo, znaczącym niedobry, zepsuty lub bezużyteczny.
Późniejsze użycie z lat 80., które przetrwało do dzisiaj, odnosi się do osób heteroseksualnych, nosząc ze sobą konotacje z przymiotnikami „nudny”, „paskudny”. Porridge także wprowadził zwrot „naff off!”, znany z użycia go przez księżną Annę w 1982 Przeczytaj, co powiedziała:.

### Zhoosh
„Zhoosh” wszedł do powszechnego użycia w języku angielskim stosunkowo niedawno, za sprawą programu telewizyjnego Porady różowej brygady (Queer Eye for the Straight Guy). Nietypowe dla angielskiego zestawienie początkowych spółgłosek sprawia, że pojawiają się alternatywne sposoby zapisywania: „zoosh”, „soozh” etc.

### Cottaging
Słowo oznacza uczestniczenie w pikiecie w publicznym szalecie. Termin został spopularyzowany dzięki kilku głośnym sprawom z gwiazdami z pierwszych stron gazet w rolach głównych.

## Słowniczek polari
| Polari                             | język angielski                                                         | język polski                                                                           |
| ---------------------------------- | ----------------------------------------------------------------------- | -------------------------------------------------------------------------------------- |
| ajax                               | nearby (from adjacent?)                                                 | blisko (od słowa „adjacent”?)                                                          |
| alamo                              | hot for you/him                                                         | napalony na ciebie/niego                                                               |
| aunt nell                          | listen, hear                                                            | słuchaj                                                                                |
| aunt nells                         | ears                                                                    | uszy                                                                                   |
| aunt nelly fakes                   | earrings                                                                | kolczyki                                                                               |
| balonie                            | rubbish                                                                 | bzdury                                                                                 |
| basket                             | the bulge of male genitals through clothes                              | wybrzuszenie uwidaczniające męskie genitalia przez ubranie                             |
| batts                              | shoes                                                                   | buty                                                                                   |
| bevvy                              | drink (beverage)                                                        | napój                                                                                  |
| bitch                              | effeminate or passive gay man                                           | zniewieściały lub pasywny gej                                                          |
| bijou                              | small/little (French)                                                   | mały (z francuskiego)                                                                  |
| blag                               | pick up                                                                 | podrywać                                                                               |
| bod                                | body                                                                    | ciało                                                                                  |
| bold                               | daring                                                                  | śmiały, odważny                                                                        |
| bona                               | good                                                                    | dobry                                                                                  |
| bona nochy                         | goodnight                                                               | dobranoc                                                                               |
| bonaroo                            | wonderful, excellent                                                    | świetnie, wspaniale                                                                    |
| bungery                            | pub                                                                     | pub                                                                                    |
| butch                              | masculine; masculine lesbian                                            | męski, męska lesbijka                                                                  |
| buvare                             | a drink                                                                 | drink                                                                                  |
| cackle                             | talk/gossip                                                             | rozmawiać/plotkować                                                                    |
| camp                               | effeminate                                                              | zniewieściały (polskie znaczenie nie do końca odpowiada angielskiemu), zobacz też camp |
| capello/capella                    | hat                                                                     | kapelusz                                                                               |
| carsey, także pisane kharzi        | toilet                                                                  | toaleta                                                                                |
| carts/cartso                       | penis                                                                   | penis                                                                                  |
| charper                            | to search                                                               | szukać                                                                                 |
| charpering omi                     | policeman                                                               | policjant                                                                              |
| chaver                             | to shag/a shag (sexual intercourse)                                     | czynność: uprawiać seks, lub rzeczownik: stosunek seksualny                            |
| chicken                            | young boy                                                               | młody chłopak                                                                          |
| clobber                            | clothes                                                                 | ubrania                                                                                |
| cod                                | naff, vile                                                              | w złym guście, niemodny, do kitu, prostacki                                            |
| cottage                            | public loo (particularly with reference to cottaging)                   | publiczna toaleta (zwłaszcza w kontekście pikietowania)                                |
| cottaging                          | having or looking for sex in the above cottage                          | pikietowanie w publicznej toalecie                                                     |
| cove                               | friend                                                                  | przyjaciel                                                                             |
| crimper                            | hairdresser                                                             | fryzjer                                                                                |
| dinarly                            | money                                                                   | pieniądze                                                                              |
| dish                               | butt(ocks)                                                              | tyłek/pośladki                                                                         |
| dog and bone                       | telephone                                                               | telefon                                                                                |
| dolly                              | pretty, nice, pleasant                                                  | ładny, miły, przyjemny                                                                 |
| dona                               | woman                                                                   | kobieta                                                                                |
| drag                               | clothes, esp. women’s clothes                                           | ciuchy, zwłaszcza kobiece                                                              |
| ecaf                               | face (backslang)                                                        | twarz                                                                                  |
| eek                                | face (abbreviation of ecaf)                                             | twarz                                                                                  |
| ends                               | hair                                                                    | włosy                                                                                  |
| esong                              | nose (backslang)                                                        | nos                                                                                    |
| fantabulosa                        | fabulous/wonderful                                                      | wspaniały, cudowny                                                                     |
| feele/freely/filly                 | child/young                                                             | dzieciak/młody                                                                         |
| fruit                              | queen                                                                   | królowa                                                                                |
| funt                               | pound                                                                   | funt                                                                                   |
| gelt                               | money (Yiddish)                                                         | pieniądze (jidysz)                                                                     |
| glossies                           | magazines                                                               | magazyny (prasa)                                                                       |
| handbag                            | money                                                                   | pieniądze                                                                              |
| hoofer                             | dancer                                                                  | tancerz                                                                                |
| HP (homy polone)                   | effeminate gay man                                                      | zniewieściały gej                                                                      |
| jarry, mangarie                    | food                                                                    | jedzenie                                                                               |
| jubes                              | breasts                                                                 | piersi                                                                                 |
| kaffies                            | trousers                                                                | spodnie                                                                                |
| khazi (także zapisywaane: carsey)  | toilet                                                                  | toaleta                                                                                |
| lacoddy                            | body                                                                    | ciało                                                                                  |
| lallies                            | legs                                                                    | nogi                                                                                   |
| latty/lattie                       | room, house or flat                                                     | pokój, dom lub mieszkanie                                                              |
| lills                              | hands                                                                   | ręce                                                                                   |
| lilly                              | police (Lilly Law)                                                      | policja                                                                                |
| lyles                              | legs                                                                    | nogi                                                                                   |
| lucoddy                            | body                                                                    | ciało                                                                                  |
| luppers                            | fingers                                                                 | palce                                                                                  |
| mangarie (także: jarry)            | food                                                                    | jedzenie                                                                               |
| martinis                           | hands                                                                   | ręce                                                                                   |
| measures                           | money                                                                   | pieniądze                                                                              |
| meese                              | plain, ugly (from Yiddish)                                              | nijaki, brzydki (z Jidysz)                                                             |
| meshigener                         | nutty, crazy, mental (Yiddish)                                          | głuptas, wariat, szaleniec (z Jidysz)                                                  |
| metzas                             | money                                                                   | pieniądze                                                                              |
| mince                              | walk (affectedly)                                                       | chodzić (niemęsko)                                                                     |
| naff                               | awful, dull, hetero                                                     | paskudny, nudny, hetero                                                                |
| nanti                              | not, no, none                                                           | nie, żaden, wcale                                                                      |
| national handbag                   | dole, welfare, government financial assistance                          | zasiłek, pieniężna pomoc społeczna                                                     |
| nishta                             | nothing, no                                                             | nic, nie                                                                               |
| ogle                               | look, admire                                                            | patrz, podziwiaj                                                                       |
| oglefakes                          | glasses                                                                 | okulary                                                                                |
| ogles                              | eyes                                                                    | oczy                                                                                   |
| omi                                | man                                                                     | mężczyzna                                                                              |
| omi-polone                         | effeminate man, or homosexual                                           | zniewieściały mężczyzna albo homoseksualista                                           |
| onk (lub: conk)                    | nose                                                                    | nos                                                                                    |
| orbs                               | eyes                                                                    | oczy                                                                                   |
| palare pipe                        | telephone                                                               | telefon                                                                                |
| palliass                           | back                                                                    | tył                                                                                    |
| park                               | give                                                                    | dawać                                                                                  |
| plate                              | feet; to fellate                                                        | stopy; czynność: być stroną aktywną w fellatio                                         |
| palone                             | woman                                                                   | kobieta                                                                                |
| palone-omi                         | lesbian                                                                 | lesbijka                                                                               |
| pots                               | teeth                                                                   | zęby                                                                                   |
| remould                            | sex change                                                              | zmiana płci                                                                            |
| riah/riha                          | hair (backslang)                                                        | włosy                                                                                  |
| riah zhoosher                      | hairdresser                                                             | fryzjer                                                                                |
| scarper                            | to run off (from Italian scappare, to escape)                           | uciec (z włoskiego scappere)                                                           |
| schlumph                           | drink                                                                   | napój                                                                                  |
| scotch                             | leg (scotch egg=leg)                                                    | noga                                                                                   |
| screech                            | mouth, speak                                                            | usta, mówić                                                                            |
| sharpy                             | policeman                                                               | policjant                                                                              |
| sharpy polone                      | policewoman                                                             | policjantka                                                                            |
| shush                              | steal (from client)                                                     | ukraść (klientowi)                                                                     |
| shush bag                          | hold-all                                                                | torba podróżna                                                                         |
| shyker/shyckle                     | wig                                                                     | peruka                                                                                 |
| slap                               | makeup                                                                  | makijaż                                                                                |
| so                                 | homosexual (e.g. "Is he ‘so’?")                                         | homoseksualista (dosł. „taki”) np. czy on jest „taki”?                                 |
| stimps                             | legs                                                                    | nogi                                                                                   |
| stimpcovers                        | stockings, hosiery                                                      | rajstopy                                                                               |
| strides                            | trousers                                                                | spodnie                                                                                |
| strillers                          | piano                                                                   | pianino                                                                                |
| switch                             | wig                                                                     | peruka                                                                                 |
| thews                              | thighs                                                                  | uda                                                                                    |
| tober                              | road                                                                    | szosa                                                                                  |
| todd (Sloanne)                     | alone                                                                   | sam                                                                                    |
| tootsie trade                      | sex between two passive homosexuals (as in: ‘I don’t do tootsie trade’) | seks pomiędzy dwojgiem pasywnych homoseksualistów                                      |
| trade                              | sex                                                                     | seks                                                                                   |
| troll                              | to walk about (esp. looking for trade)                                  | spacerować, wałęsać się (zwłaszcza: szukając seksu)                                    |
| to vada (vadered; vadering)/varder | to see (past form, continuous form)                                     | widzieć (w nawiasie – czas przeszły; imiesłów)                                         |
| vera (lynn)                        | gin                                                                     | gin                                                                                    |
| vogue                              | cigarette                                                               | papieros                                                                               |
| vogueress                          | woman smoker                                                            | kobieta-palacz papierosów                                                              |
| willets                            | breasts                                                                 | piersi                                                                                 |
| yews                               | eyes                                                                    | oczy                                                                                   |
| zhoosh                             | style hair, tart up, mince                                              | stylizować fryzury, strzyc                                                             |
| zhoosh our riah                    | style our hair                                                          | wystylizuj nasze fryzury                                                               |
| zhooshy                            | showy                                                                   | pokazowy, lanserski                                                                    |

## Polari w zdaniach
„Omies and palones of the jury, vada well at the eek of the poor ome who stands before you, his lallies trembling.” (Cytat pochodzi z „Bona Law”, skeczu z audycji Round The Horne, której autorami są Barry Took i Marty Feldman)
(Tłumaczenie: „Panie i panowie przysięgli, przyjrzyjcie się dobrze twarzy biednego mężczyzny, który stoi przed wami, z trzęsącymi się nogami”.)
„So bona to vada...oh you! Your lovely eek and your lovely riah.” (Cytat pochodzi z „Piccadilly Palare”, piosenki autorstwa muzyka Morrisseya)
(Tłumaczenie: „Tak dobrze cię widzieć...ach ty! Twoje wspaniała twarz i twoje wspaniałe włosy..”)
„As feely ommes...we would zhoosh our riah, powder our eeks, climb into our bona new drag, don our batts and troll off to some bona bijou bar. In the bar we would stand around with our sisters, vada the bona cartes on the butch omme ajax who, if we fluttered our ogle riahs at him sweetly, might just troll over to offer a light for the unlit vogue clenched between our teeth.” (Cytat z pamiętników znanego dziennikarza Petera Burtona pt. Parallel Lives)
(Tłumaczenie na angielski: „As young men...we would style our hair, powder our faces, climb into our fabulous new clothes, don our shoes and wander/walk off to some fabulous little bar. In the bar we would stand around with our gay companions, look at the fabulous genitals on the butch man nearby who, if we fluttered our eyelashes at him sweetly, might just wander/walk over to offer a light for the unlit cigarette clenched between our teeth.”)
(Tłumaczenie na polski: „Jako młodzi kolesie... podrasowywaliśmy nasze fryzury, przypudrowywaliśmy nosy, wskakiwaliśmy w nowe szałowe ciuchy, pastowaliśmy buty i wychodziliśmy do jakiegoś miłego malutkiego baru. W tym barze staliśmy z naszymi kolegami gejami, patrzyliśmy na wspaniałe genitalia stojącego obok macho, który, jeśli posłało się mu powłóczyste spojrzenie w odpowiednio słodki sposób, przeszedłby się do nas oferując ogień do niezapalonego papierosa wetkniętego między zębami”).

## Czy polari jest językiem?
Dokładne badania nie odnalazły żadnych gramatycznych struktur polari, które byłyby inne niż te w języku angielskim. Zatem byłoby właściwszym mówić o polari jako o szyfrze, słownictwie zastępczym czy slangu niż języku czy dialekcie. Ponieważ używany jest naprzemiennie ze standardowym angielskim, można polari nazywać także żargonem.
Niemniej, niektórzy użytkownicy polari wypowiadają frazy daleko odbiegające od prostej substytucji wyrazów angielskich, na przykład:

palone vadas omi-palone very cod,

dosłownie po angielsku Woman looks man-woman very bad

po polsku Kobieta patrzy mężczyzna-kobieta bardzo źle
gdy w rzeczywistości znaczy to po angielsku „that woman is giving this gay man a dirty look”,

a po polsku „ta kobieta przesyła temu gejowi frywolne spojrzenie”.